# انهلینا کالینینا
انهلینا کالینینا (اوکراینی: Ангеліна Сергіївна Калініна؛ زادهٔ ۷ فوریهٔ ۱۹۹۷) تنیس‌باز اهل اوکراین است.
وی در مسابقات کشوری و بین‌المللی در مجموع برندهٔ ۱ مدال طلا شده‌است.